# Gunnar Johansson (psihofizician)
Gunnar Johansson (n. 1911 – d. 1998) a fost un psihofizician suedez.

## Biografie
A fost interesat de legile Gestalt ale percepției mișcării în vedere. Este cunoscut mai ales pentru cercetările sale privind mișcarea biologică. A contribuit la dezvoltarea ipotezei rigidității, conform căreia stimulii proximali care pot fi percepuți ca obiecte rigide sunt, în general, percepuți astfel.
Johansson și-a obținut titlul de doctor la Stockholm University College în 1950, cu teza Configurations in event perception. A fost profesor de psihologie la Universitatea din Uppsala între 1957 și 1977. În 1970 a fost ales membru al Academiei Regale Suedeze de Științe Inginerești.